# Темиргалиев, Куспан Еспендович
Куспан Еспендович Темиргалиев (28 декабря 1919 — 23 октября 2003) — педагог, учёный, общественный деятель, доктор исторических наук, профессор.

## Биография
Родился 28 декабря 1919 года на станции Шунгай в Бокейординском районе Уральской области в семье рабочего-сапожника.
В 13 лет приняли помощником чабана в колхоз «13 лет Октября» Владимирского района Астраханской области. Обучился в Астраханском рабфаке.
В 1939 году поступил на исторический факультет Уральского педагогического института. В октябре этого года призван в ряды Советской Армии. За время подготовки в Новосибирске стал кандидатом в мастера по лыжному спорту, гимнастом второго разряда, снайпером первого разряда. Служил в 418 стрелковом полку 193 Сибирской стрелковой дивизии, участвовал в Великой Отечественной войне. Воинское звание: старший лейтенант.
В год окончания войны поступил в Казахский государственный университет им. С.М.Кирова. В 1950 году ему был вручен диплом с отличием и приказ о назначении директором вновь организуемого учительского института в городе Гурьеве. В последующие годы институт вырос из учительского в педагогический.
1950—1955. Ректор Гурьевского педагогического института.
В 1959 году защитил кандидатскую диссертацию и был удостоен ученой степени кандидата исторических наук.
В 1966 году защитил докторскую диссертацию.
В 1966 году переехал в Джамбул после избрания по конкурсу на должность доцента кафедры общественных наук Джамбульского технологического института легкой и пищевой промышленности.
В 1973 году защитил докторскую диссертацию. В этом же году ему было присвоено ученое звание профессора.
С ноября 1976 года заведующий кафедрой «История КПСС и политология». Почти за двадцатилетнее руководство кафедрой было подготовлено 15 кандидатов исторических наук, двое из них стали докторами наук.
1997—2003. Работал на кафедре «История Казахстана» Таразского государственного университета им. М. Х. Дулати.

## Научная и общественная деятельность
Он внес значительный вклад в благоустройство первого вуза в Гурьеве, организацию учебного процесса. Первый организатор, первый ректор учительского института в Гурьеве, ставшего затем Гурьевским педагогическим институтом.
В 1953—1958 годах Темиргалиев был депутатом Гурьевского городского совета.
20 лет возглавлял Гурьевское и Джамбульское областное правление общества «Знание».
В течение 12 лет руководил школой молодых лекторов института, которая дважды выходила победительницей Всесоюзного смотра народных университетов и была занесена в 1975 году на Доску Почета ВДНХ СССР.
Автор монографий «О развитии и процветании нефтяной промышленности в Казахстане», «Социалистическое восстановление нефтяной Эмбы», «Борьба за нефть Казахстана», более 100 научно-методических трудов.
- К. Е. Темиргалиев. Нефтяная Эмба в восстановительный период: (Из истории борьбы парторганизации Казахстана за восстановление нефтяной промышленности в 1920—1925 гг.). 1957
- К. Е. Темиргалиев. Деятельность КПСС по созданию и развитию нефтяной промышленности в Казахстане (1920—1970 г.г.).
- К. Е. Темиргалиев. Борьба за нефть Казахстана: партийное руководство развитием нефтяной промышленности. 1920—1970 гг./ Алма-Ата: Казахстан, 1982.

## Награды и звания
Его трудовая и общественно-политическая деятельность была высоко оценена правительством СССР и Казахстана. К боевым наградам — ордену Отечественной войны II степени, медалям за «Оборону Москвы», «За отвагу» прибавились и награды за труд: орден «Знак Почета», медали «За доблестный труд» в ознаменование 100-летия со дня рождения В. И. Ленина, «Ветеран труда» и другие. Всего 16 правительственных орденов и медалей, также он был награжден тремя Грамотами Верховного Совета КазССР.
- Орден Отечественной войны II степени
- Медаль «За оборону Москвы»
- Медаль «За отвагу»
- Медаль «За победу над Германией в Великой Отечественной войне 1941—1945 гг.»
- Орден «Знак Почета»
- Медаль «За доблестный труд» в ознаменование 100-летия со дня рождения В. И. Ленина
- Медаль «Ветеран труда»

В сентябре 1991 года за особый вклад в развитие науки города и области исполком Джамбульского городского Совета присвоил ему звание «Почетный гражданин города Джамбула».
На доме, где он жил, установлена мемориальная доска. В Таразском государственном университете им. М.X.Дулати организована аудитория.

## Публикации
Тельман ДОСТАНБАЕВ. Знамя труда. 22 декабря 2009.